# Bruno Lücke
Bruno Lücke (* 31. Januar 1907 in Berlin; † 21. Mai 1962 ebenda) war ein deutscher Politiker (CDU).
Bruno Lücke besuchte ein Gymnasium und machte eine Lehre als Dentalkaufmann. In diesem Beruf arbeitete er in Berlin, Leipzig und Chemnitz, wo er zuletzt Geschäftsführer war. Politisch war er in der katholischen Jugendbewegung, im katholischen Gesellenverein und im Windthorstbund aktiv. 1939 wurde er von der Wehrmacht eingezogen und geriet anschließend in sowjetische Kriegsgefangenschaft.
Nach dem Zweiten Weltkrieg kehrte Lücke 1946 nach Berlin zurück und trat sofort der CDU bei, wo er Kreisgeschäftsführer der CDU im Bezirk Wedding wurde. Bei der Berliner Wahl 1948 wurde er in die Bezirksverordnetenversammlung im Wedding gewählt. Bei der Wahl 1950 wurde Lücke in das Abgeordnetenhaus von Berlin gewählt. Er war von 1952 bis 1954 Vorsitzender der CDU Wedding. Auch bei der Wahl 1958 wurde er in das Parlament gewählt, starb aber im Mai 1962. Sein Nachrücker im Abgeordnetenhaus wurde daraufhin Karl-Ludwig Hochstein (1930–1985).